# تورو زغورجيلتس
تورو زغورجيلتس (بالبولندية: Turów Zgorzelec) هو فريق كرة سلة بولندي للمحترفين تأسس في سنة 1948 يقع مقره في زغورجيلتس. ينافس في الدوري البولندي لكرة السلة.

## الإنجازات
- الدوري البولندي لكرة السلة: (1)
  - 2013–14

## أبرز اللاعبين
من أبرز اللاعبين الذين لعبوا معه:
- براندون والاس
- كريس جونسون
- جيدريوس جستاس
- كيفين بينكني
- مايكل أنسلي
- مايكل رايت
- تيوس إدني

## وصلات خارجية
- الموقع الرسمي

قالب:دوري اتحاد في تي بي